# Девибхагавата-пурана
«Девибхагава́та-пура́на» (санскр. देवी भागवतपुराण, IAST: Devī Bhāgavatapurāṇa) или «Де́ви-бха́гаватам» — священный текст индуизма на санскрите. Наряду с «Деви-махатмьей» и «Калика-пураной», является наиболее важным текстом индуистской традиции шактизма. Хотя «Деви-бхагавата-пурану» принято относить к категории упа-пуран («второстепенных Пуран»), сама она называет себя одной из «маха-пуран» («великих Пуран»).
«Деви-бхагавата-пурана» принимается как священный текст не всеми индуистами, а имеет этот статус только среди последователей шактизма. В этой Пуране Деви описывается как верховная богиня, персонификация Брахмана и основа всего мироздания. Как божественная мать, Деви проявляет свою вират-рупу (вселенскую форму) (книга 7, глава 33), описывает надлежащий способ поклонения себе, объясняет различные методы йоги и медитации (книга 7, глава 35), и ритуал (книга 7, глава 39). В «Деви-бхагавата-пуране» также обсуждаются такие темы, как духовное знание, социальная и личная этика, и святые места паломничества.
«Деви-бхагавата-пурана» состоит из 12 сканд (книг), 318 адхьяяй (глав) и 18000 стихов. В самом тексте утверждается, что его автором был ведийский мудрец Вьяса, который также считается составителем четырёх Вед, других Пуран и «Махабхараты».
Начиная с 2003 года переводчик Андрей Игнатьев занимается переводом «Девибхагавата-пураны» с санскрита на русский.